# Alexeï Tupolev
 (janvier 2016).
Si vous disposez d'ouvrages ou d'articles de référence ou si vous connaissez des sites web de qualité traitant du thème abordé ici, merci de compléter l'article en donnant les références utiles à sa vérifiabilité et en les liant à la section « Notes et références ».
Alexeï Andreïevitch Tupolev ou Toupolev (en russe : Алексей Андреевич Туполев ; né le 20 mai 1925 et mort le 12 mai 2001) était un concepteur aéronautique soviétique.
Comme son père Andreï Nikolaïevitch Tupolev, il devint ingénieur aéronautique. À la fin de sa scolarité en 1942, lors de l'évacuation vers Omsk, où son père prenait la direction d'un nouvel OKB. Il travailla pour la première fois avec lui.
En tant que concepteur, son premier travail fut le développement d'une pointe arrière en bois du fuselage du Tu-2. Cette solution technique fut reprise pour la production série en raison du manque de matière première pendant la Seconde Guerre mondiale.
Après son retour à Moscou en 1943 et ses études à l'institut d'aéronautique de Moscou en 1949, il a définitivement intégré le bureau d'études. Pendant cette période, il a principalement travaillé au développement du bombardier à long rayon d'action Tu-16.
Après avoir été chef d'une équipe de concepteurs dans les années 1960, il a pris le poste de concepteur en chef à la mort de son père en 1973.
Il fut entre autres responsable de la conception du premier avion de transport commercial supersonique soviétique, le Tu-144. Il a aussi participé au développement de la navette spatiale soviétique Bourane.